# گروه سرگرمی فاکس
گروه سرگرمی فاکس (به انگلیسی: Fox Entertainment Group) شرکت فیلم‌سازی و مدیریت شبکه‌های تلویزیونی آمریکایی است، که از چهار بخش استودیوهای فیلمبرداری، ایستگاه‌های تلویزیونی، شبکه‌های پخش تلویزیونی و تلویزیون‌های کابلی تشکیل می‌شود.
گروه سرگرمی فاکس در سال ۱۹۸۵ پس از آنکه شرکت فاکس قرن بیستم اقدام به خریداری یک ایستگاه تلویزیونی مستقل، از شرکت مترومدیا نمود، راه‌اندازی شد. این شرکت در حال حاضر از شرکت‌های تابعه فاکس قرن بیستم می‌باشد. دفتر مرکزی گروه سرگرمی فاکس در شهر لس آنجلس، ایالات متحده آمریکا قرار دارد.